# جامعة الدوحة للعلوم والتكنولوجيا
جامعة قطر للعلوم والتكنولوجيا هي مؤسسة تعليمية قطرية تمنح درجات البكالوريوس والماجستير في عدة مجالات، كما تمنح شهادات الدبلومات في عدد من المجالات مثل مجالات تكنولوجيا الهندسة وإدارة الأعمال والحسابات وتقنية المعلومات والعلوم الصحية والتعليم المستمر والتنمية.